# Komedia omyłek
Komedia omyłek (ang. Comedy of Errors) – farsa autorstwa Williama Shakespeare’a, napisana pomiędzy 1592 a 1594 rokiem. Jest jego najkrótszą komedią.

## Źródła utworu
Podstawą napisania utworu była komedia Plauta Menaechmi. Z niej zapożyczył Szekspir wątek bliźniąt, które ciągle ze sobą mylono. Bohaterowie, jak u Plauta pochodzą z Syrakuz, akcję utworu przeniósł jednak angielski dramaturg z Epidamnum do bardziej znanego Efezu. 
Historia Egeona i Emilii pochodzi z utworu Apoloniusz z Tyru, popularnej średniowiecznej historii, na której po części oparty jest także Perykles, książę Tyru. 

## Inscenizacja i wydanie
Sztuka ta była wystawiona 28 grudnia 1594, następnie dokładnie dziesięć lat później, 28 grudnia 1604, przez Lord Chamberlain's Men.
Nie była wydawana przed Pierwszym Folio (1623). 

## Postacie
- Solinus, książę Efezu
- Egeon, kupiec z Syrakuz
- Emilia, jego zaginiona żona
- Antipholus z Efezu i Antipholus z Syrakuz, bliźnięta, synowie Egeona i Emilii
- Dromio z Efezu i Dromio z Syrakuz, bliźnięta
- Adriana, żona Antipholusa z Efezu
- Luciana, jej siostra
- Luce, kucharka Adriany
- Balthazar, kupiec
- Angelo, złotnik
- Pierwszy kupiec z Efezu
- Drugi kupiec z Efezu, u którego Angelo jest zadłużony
- Posłaniec
- Gaoler, Oficerowie, inni Uczestnicy

## Treść

### Akt I

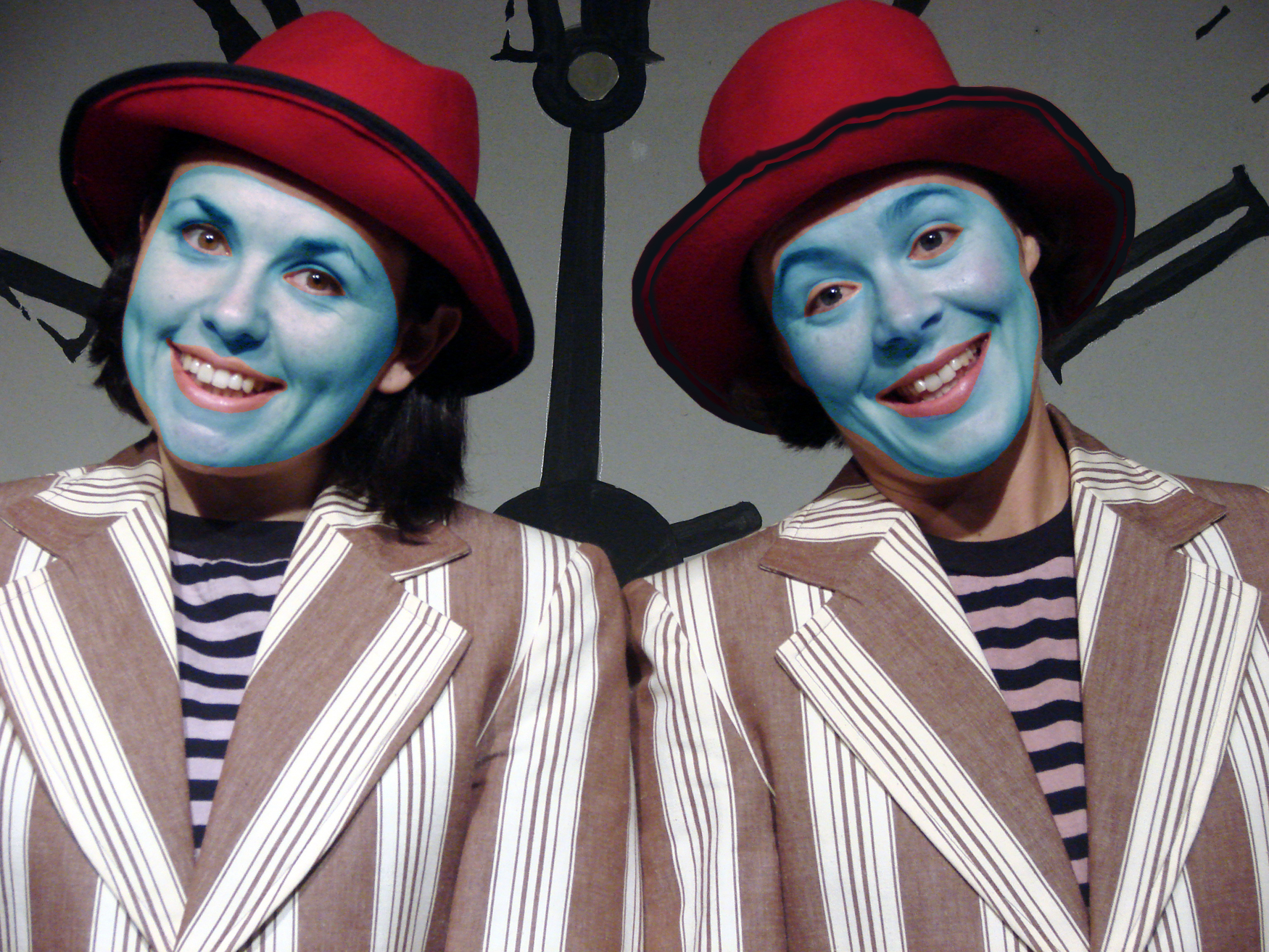
Dromio i Dromio, Carmel Shakespeare Festival, wrzesień 2008, Forest Theater, Carmel, Kalifornia, Stany Zjednoczone

Kupiec z Syrakuz, Egeon, w poszukiwaniu zaginionego syna zawija do portu w Efezie. Schwytany, zostaje skazany na śmierć, którą prawa przewidują dla każdego Syrakuzanina, który by stanął na ziemi efeskiej. Egeon opowiada księciu Solinusowi swą historię. Przed laty żona urodziła mu w Epidamnum dwóch chłopców, a on odkupił od ubogiej kobiety bliźnięta, które urodziły się tegoż dnia w tej samej gospodzie. W czasie podróży powrotnej do Syrakuz burza uszkodziła ich okręt i rozdzieliła małżonków i bliźnięta. Żonę uratował okręt koryncki, jego z synem i jednym z kupionych chłopców okręt z Epidauru. Po ukończeniu 18 roku życia, przed pięciu laty syn wyruszył na poszukiwanie zaginionego brata, a i on postanowił odwiedzić wszystkie znane mu porty, by odnaleźć zaginionych. Wzruszony książę nie mogąc zmienić wyroku, odroczył jego wykonanie do wieczora, aby dać czas Egeonowi na zebranie okupu.
Antyfolus, syn Egeona po przybyciu do Efezu, pouczony przez życzliwego kupca podaje się za Epidamnejczyka. Po zejściu z okrętu posyła swego sługę, Dromia wraz z sakwą z pieniędzmi do gospody. Chwilę później spotyka jego brata bliźniaka, sługę swego brata, który nic nie wie o żadnej sakwie, przywołuje go natomiast do domu pod feniksem, gdzie jego żona od dawna już czeka z obiadem. Podejrzewając czary, Antyfolus postanawia jak najprędzej opuścić Efez.

### Akt II
Adriana skarży się swej siostrze Lucjanie na niewdzięczność i niestałość swego małżonka. Nadchodzi Dromio z Efezu i informuje panią, że pan jego twierdzi, że nie ma żony i przyjść na żaden obiad nie zamierza. Antyfolus z Syrakuz upewnia się, że jego sakwa jest bezpieczna, a spotkawszy swego sługę dopytuje się co miało znaczyć jego dziwnie zachowanie. Dromio wszystkiemu zaprzecza za co bierze od pana cięgi. Obydwu spotykają Adriana z Lucjaną. Antyfolus przymuszony przez obie kobiety daje się zaprosić na ucztę, choć jest przekonany, że ma do czynienia z czarami. Dromio zostaje postawiony na straży domu z rozkazem, by nikogo nie wpuszczał.

### Akt III
Antyfolus z Efezu wraca do domu w towarzystwie zaproszonych na wieczerzę złotnika Angela i Baltazara. Drzwi zastaje zamknięte, a Dromio z Syrakuz nie chce go wpuścić. Dochodzi do ostrej sprzeczki. Antyfolus gotów jest wyważać bramę, Baltazar przekonuje go, żeby tego zaniechał, bo ściągnie takim czynem na siebie niesławę. Antyfolus postanawia udać się „Pod Jeżowca” i prosi Angela, by przyniósł tam zamówiony dla żony łańcuszek, który w złości postanawia oddać kurtyzanie. Lucjana beszta Antyfola z Syrakuz za jego chłód wobec żony, a ten zauroczony nią wyznaje jej swą miłość. Jego sługa chce jak najszybciej opuścić dziwny dom z obawy przed zalotami grubej kucharki, Kamili. Antyfolus poleca mu czym prędzej wynająć kajutę na okręcie, nie chce spędzić w tym mieście ani jednej nocy. Angelo natknąwszy się na Antyfola przed jego domem wręcza mu łańcuszek. Ten wzbrania się przed nieoczekiwanym darem, ostatecznie go jednak przyjmuje.

### Akt IV
Angelo z Komisarzem i swym wierzycielem szuka Antyfola z Efezu, chcąc uzyskać od niego należność za łańcuszek - dwieście dukatów. Spotkany Antyfolus z Efezu twierdzi jednak, że żadnego łańcuszka nie otrzymał. Komisarz aresztuje go na żądanie Angela. Nadchodzącego Dromia z Syrakuz Antyfolus wysyła z kluczem do swej żony, aby mu przesłała przez niewolnika rulon z pięciuset dukatami. Lucjana opowiada oburzonej Adrianie o awansach jakie jej czynił Antyfolus. Zaalarmowane przez Dromia niewiasty zaopatrują go w pieniądze. Dronio wręcza je swemu panu zupełnie zdezorientowanemu. Obydwu spotyka Kurtyzana i widząc łańcuszek w ręku Antyfola żąda go w zamian za pierścień, który mu wcześniej wręczyła. Antyfolus bierze ją za czarownicę, odmawia i razem z Dromiem uciekają.
Antyfolus z Efezu eskortowany przez Komiasarza spotyka Dromia z Efezu z batogiem, po który go wysłał dla obicia swej żony. Dromio nic jednak nie wie o żadnych dukatach. Tymczasem nadchodzą Adriana, Lucjana, Kurtyzana i doktor Szczypak. Antyfolus oskarża żonę, że zamknęła przed nim drzwi, co potwierdza Dromio, ona twierdzi, że z nim obiadowała, czego świadkiem jest Lucjana. Żona twierdzi, że wręczyła Dromiowi pieniądze, czemu on zaprzecza. Doktor uznaje pana i sługę za szalonych i nakazuje ich związać. Adriana nakazuje odstawić ich do domu, a sama udaje się z komisarzem, by wyrównać długi męża. Kurtyzana twierdzi, że widziała Antyfola z łańcuszkiem w ręku. Po drodze natykają się na uzbrojonych Antyfola i Dromia z Syrakuz i biorą nogi za pas.

### Akt V
Angelo spotyka Antyfola z Syrakuz z łańcuszkiem na szyi, gdy oskarża go, że zaprzeczył, że odebrał od niego łańcuszek, ten w obronie swego honoru chwyta za broń. Widząc nadbiegających Adrianę, Lucjanę, Kurtyzanę, Doktora chcących ich związać razem z Dromiem chronią się do klasztoru. Ksieni klasztoru odmawia wydania zbiegów, obiecuje ich leczyć i gani Adrianę za nadmierne wyrzuty czynione mężowi. Adriana prosi o pomoc w odzyskaniu zamkniętego w klasztorze męża przechodzącego tamtędy Księcia prowadzącego Egeona na egzekucję. Nadbiega Antyfolus z Efezu ze swym sługą, którzy uwolnili się z więzów. Oskarża żonę, że zamknęła przed nim drzwi, czemu ona zaprzecza. Lucjana potwierdza prawdę słów siostry, a Angelo Antyfola. Gdy jednak Antyfolus zaprzecza, że odebrał łańcuszek od Angela wszyscy pozostali twierdzą, że widzieli go na jego szyi zanim wbiegł do klasztoru. Antyfolus zaprzecza jednak jakoby kiedykolwiek wchodził do klasztoru. Zdezorientowany Książę postanawia wezwać Ksienię. Wcześniej Egeon rozpoznaje w Antyfolu swego syna, ten jednak wydaje się go zupełnie nie znać. Wychodząca z klasztoru Ksieni wyprowadza ze sobą Antyfola z Syrakuz i jego sługę. Rozpoznaje w Egeonie swego męża w Antyfolu z Efezu swego drugiego syna. Wszystkie zawiłości zostają wyjaśnione.

## Charakterystyka utworu
Krytycy wahają się w kwestii kwalifikacji utworu pomiędzy uznaniem jej za farsę, komedię problemową lub zwykłą krotochwilę. Autor położył w utworze nacisk na akcję złożoną z epizodów-omyłek, wzmacniając ją i komplikując, w stosunku do pierwowzoru Plauta, o dodatkową parę bliźniaków-służących. Sztuka jest interesująca dla poznania rozwijającego się talentu dramatycznego Szekspira. Nie zawiera poważniejszej charakterystyki postaci, czy pogłębionej idei przewodniej. Skupia się na zabawieniu widza. Humor jej jest raczej niewybredny, gra słów dosyć wulgarna. Nieporadny i łamiący się biały wiersz miesza się z doggerelem, którym posługują się bracia Dromiowie. Komedia omyłek jest najbardziej klasyczną z komedii Szekspira, zachowuje trzy jednościː czasu, miejsca i akcji.